# Centrul de studii eminesciene
Centrul de studii eminesciene era o catedră de cercetare literară asociată Facultății de Litere din cadrul Universității din București, condusă de academicianul Eugen Simion, și realizată în colaborare cu Academia Română. Scopul acesteia era studiul și cercetarea operei lui Mihai Eminescu. Catedra a fost desființată după moartea lui George Gană.